# Lidgeckos
Lidgeckos (Eublepharidae) (Gr.: eublepharos = mit schönen Augenlidern) sind bodenbewohnende Geckoartige, die disjunkt in den Tropen und Subtropen leben. Die Gattung Coleonyx lebt im Südwesten der USA, in Mexiko und Mittelamerika, Hemitheconyx in Westafrika, Holodactylus im nordöstlichen Afrika, drei weitere Gattungen in Asien.
Im Unterschied zu den Geckos besitzen sie normale Augenlider, beim Schließen der Augen bewegt sich allerdings das untere Lid nach oben. Lidgeckos haben als Bodenbewohner nicht die für Geckos typischen Haftlamellen an den Füßen, ihre gesamte Anatomie ist primitiver. Sie sind die einzigen Geckoartigen mit einem einzelnen Scheitelbein und die einzigen Echsen, deren Präfrontale mittig zwischen den Frontalen liegt.
Lidgeckos heben hin und wieder ihren Schwanz, vor dem Ergreifen der aus Insekten und anderen kleinen Gliederfüßern bestehenden Beute schwenken sie ihn in wellenförmigen Bewegungen. Sie legen jährlich zwei Eier, diese sind im Gegensatz zu den meisten anderen Geckoartigen weichschalig.
Jungtiere unterscheiden sich in ihrer Färbung und Zeichnung teilweise erheblich von den adulten Tieren.

## Systematik
Lidgeckos galten früher als Unterfamilie der Geckos (Gekkonidae). Molekularbiologische Untersuchungen sehen sie allerdings als urtümliche Schwesterfamilie aller anderen Geckoartigen.

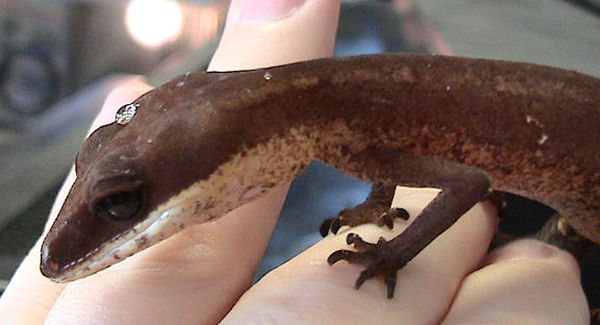
Katzengecko (Aeluroscalabotes felinus)

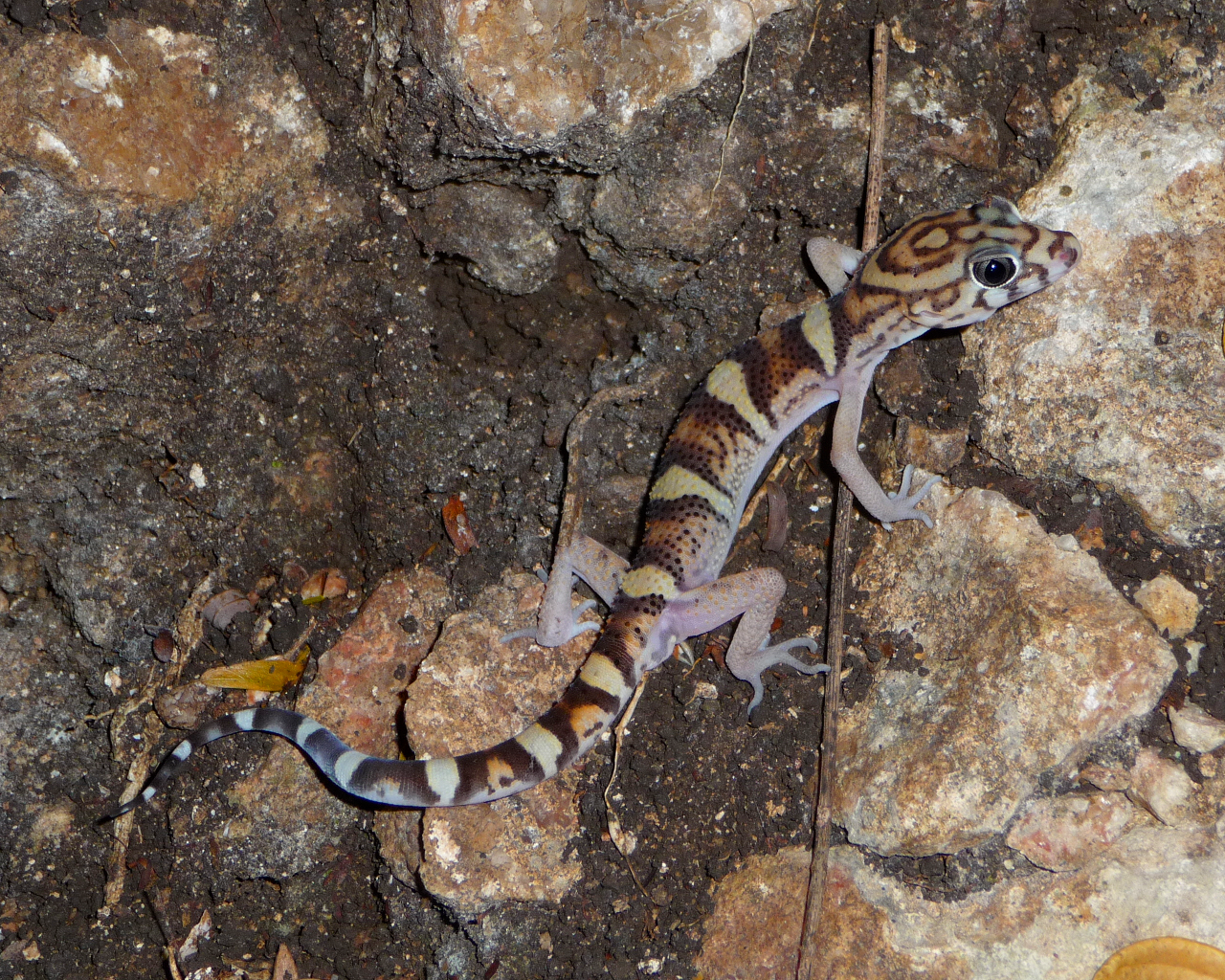
Mexikanischer Krallengecko (Coleonyx elegans)

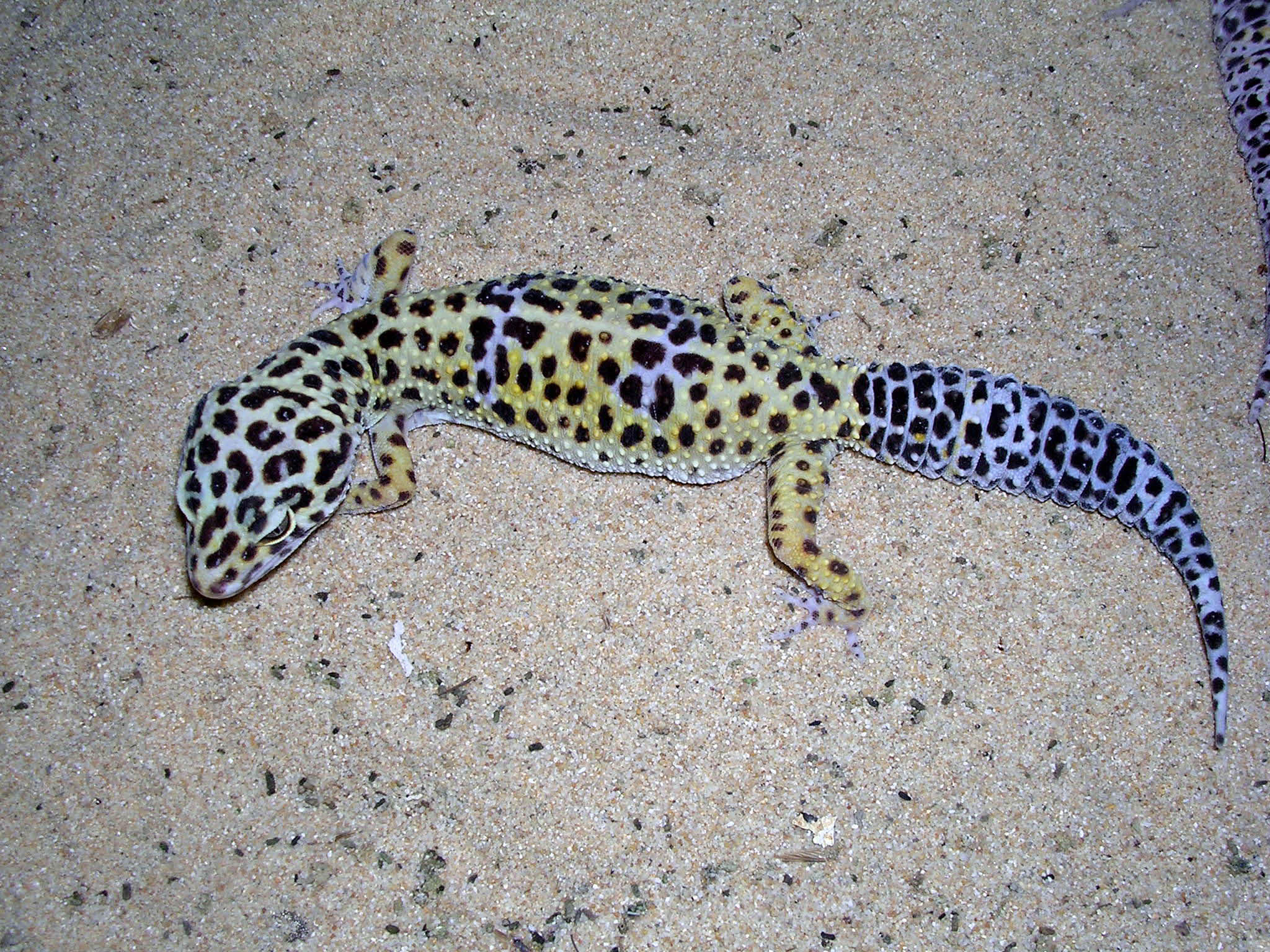
Leopardgecko
(Eublepharis macularius)

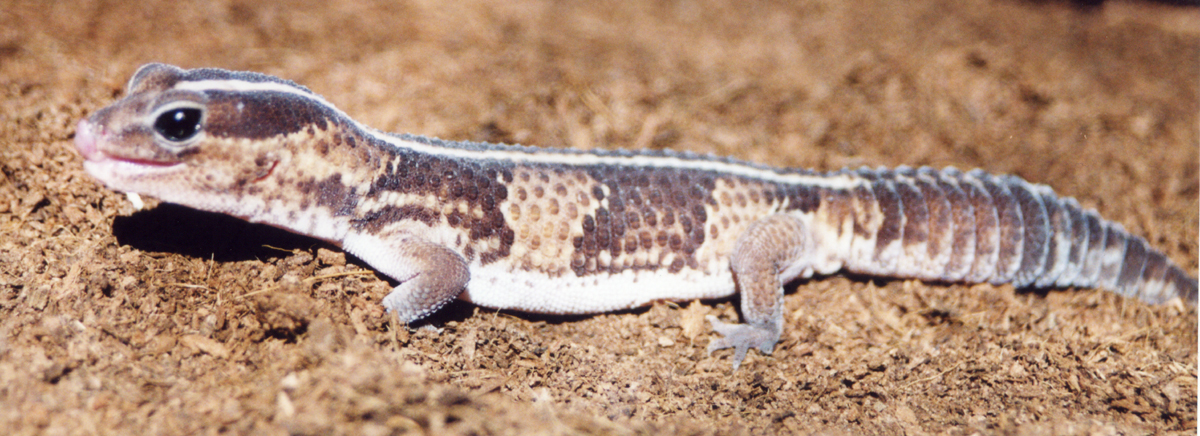
Hemitheconyx caudicinctus

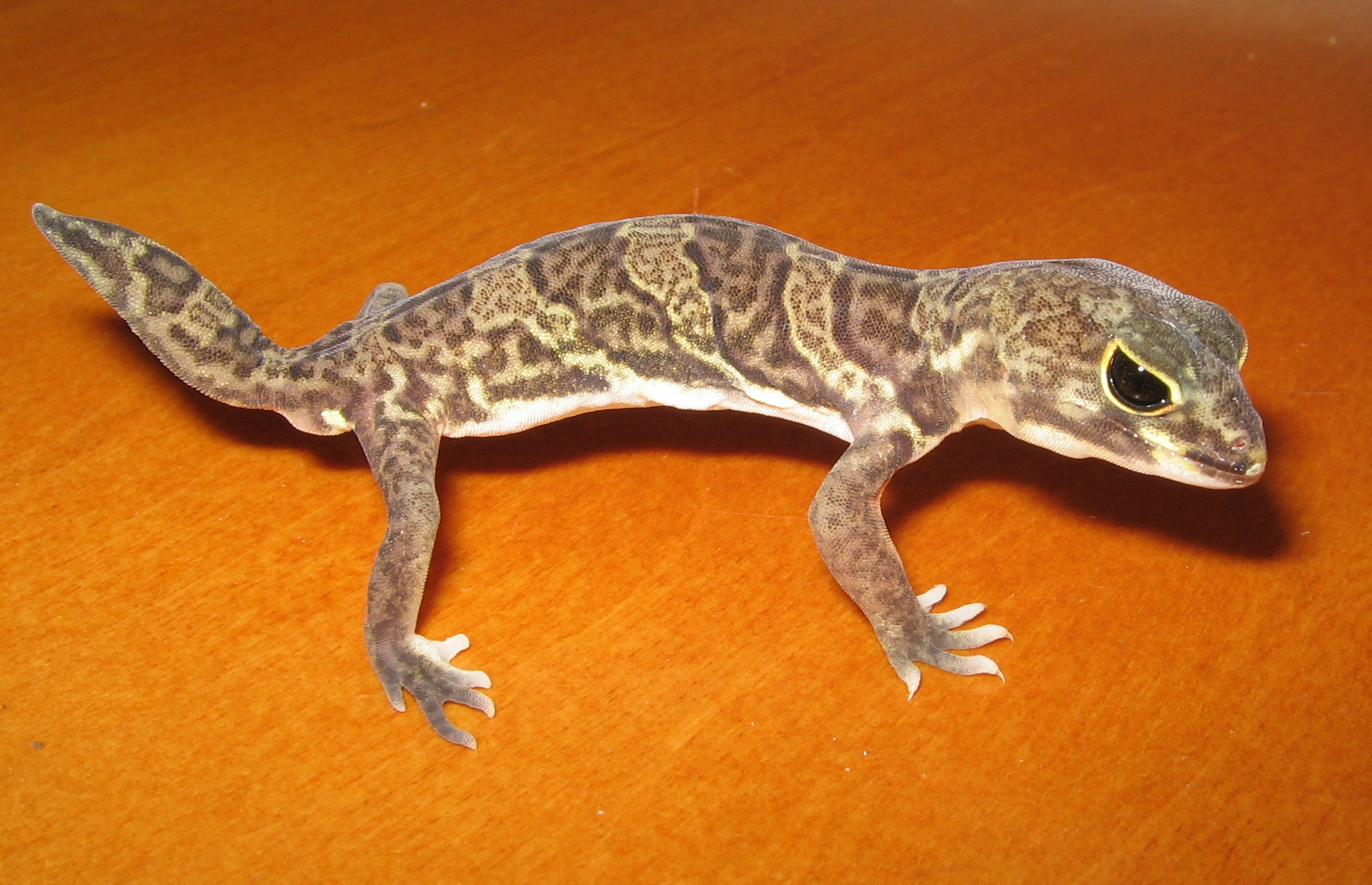
Afrikanischer Knopfschwanzgecko (Holodactylus africanus)

Die Familie Eublepharidae umfasst derzeit 36 Arten aus 6 Gattungen:
- Geckoartige (Gekkota)
  - Alle anderen Familien der Geckoartigen
  - Familie: Lidgeckos  (Eublepharidae)
    - Unterfamilie: Aeluroscalabotinae Grismer, 1988 (Status unklar)
      - Gattung: Aeluroscalabotes Boulenger, 1885
        - Katzengecko (Aeluroscalabotes felinus (Günther, 1864))

    - Unterfamilie: Eublepharinae Kluge, 1967 (Status unklar)
      - Gattung: Krallengeckos (Coleonyx Gray, 1845)
        - Gebänderter Texas-Gecko (Coleonyx brevis Stejneger, 1893)
        - Mexikanischer Krallengecko (Coleonyx elegans Gray, 1845)
        - Schwarzbändergecko (Coleonyx fasciatus (Boulenger, 1885))
        - Coleonyx gypsicolus Grismer & Ottlery, 1988
        - Mittelamerikanischer Krallengecko (Coleonyx mitratus (Peters, 1863))
        - Genetzter Wüstengecko (Coleonyx reticulatus Davis & Dixon, 1958)
        - Switaks Barfuß-Gecko (Coleonyx switaki (Murphy, 1974))
        - Gebänderter Wüstengecko (Coleonyx variegatus (Baird, 1858))

      - Gattung: Leopardgeckos (Eublepharis Gray, 1827)
        - Westlicher Leopardgecko (Eublepharis angramainyu Anderson & Leviton, 1966)
        - Westindischer Leopardgecko (Eublepharis fuscus Börner, 1974)
        - Ostinidscher Fettschwanzgecko (Eublepharis hardwickii Gray, 1827)
        - Leopardgecko (Eublepharis macularius (Blyth, 1854))
        - Eublepharis satpuraensis Mirza, Sanap, Raju, Gawai & Ghadekar, 2014
        - Turkmenischer Leopardgecko (Eublepharis turcmenicus Darevsky, 1977)

      - Gattung: Goniurosaurus Grismer, Viets & Boyle, 1999
        - Vietnamesischer Tigergecko (Goniurosaurus araneus Grismer, Viets & Boyle, 1999)
        - Bawangling-Leopardgecko (Goniurosaurus bawanglingensis Grismer, Haitao, Orlov & Anajeva, 2002)
        - Goniurosaurus catbaensis Ziegler, Truong, Schmitz, Stenke & Rösler, 2008
        - Hainan-Krallengecko (Goniurosaurus hainanensis Barbour, 1908)
        - Goniurosaurus huuliensis Orlov, Ryabov, Nguyen, Nguyen & Ho, 2008
        - Goniurosaurus kadoorieorum Yang & Chan, 2015
        - Okinawa-Krallengecko (Goniurosaurus kuroiwae (Namiye, 1912))
        - Goniurosaurus kwangsiensis Yang & Chan, 2015
        - Goniurosaurus liboensis Wang, Yang & Grismer, 2013
        - Chinesischer Tigergecko (Goniurosaurus lichtenfelderi (Mocquard, 1897))
        - Chinesischer Leopardgecko (Goniurosaurus luii Grismer, Viets & Boyle, 1999)
        - Goniurosaurus orientalis (Maki, 1931)
        - Goniurosaurus splendens (Nakamura & Uano, 1959)
        - Goniurosaurus toyamai Grismer, Ota & Tanaka, 1994
        - Goniurosaurus yamashinae (Okada, 1936)
        - Goniurosaurus yingdeensis Wang, Yang & Cui, 2010
        - Goniurosaurus zhelongi Wang, Jin, Li & Grismer, 2014

      - Gattung: Hemitheconyx Stejneger, 1893
        - Afrikanischer Krallengecko (Hemitheconyx caudicinctus (Duméril, 1851))
        - Taylors Fettschwanzgecko (Hemitheconyx taylori Parker, 1930)

      - Gattung: Holodactylus Boettger, 1893
        - Afrikanischer Knopfschwanzgecko (Holodactylus africanus Boettger, 1893)
        - Somalia-Krallengecko (Holodactylus cornii Scortecci, 1930)